# Gheorghe Lecca
Gheorghe Lecca (1831 Bacău, Principatul Moldovei – 1885 Bacău, România), a fost un politician român.

Născut în Bacău, este fiul paharnicului  Gheorghe Lecca, (care a murit la un an după ce s-a născut fiul) și al Mariei Negură. Împreună cu frații săi Ioan și Dimitrie Lecca, a urmat Școala de Cavalerie din Saumur.

 
După întoarcerea acasă, în 1854, a luat parte la Războiul Crimeii. După ce a părăsit serviciul militar, a fost prefect al Județului Bacău în 1866 (în această funcție a luat măsuri contra evreilor, ceea ce a determinat un scandal politic internațional, comunitatea evreiască băcăuană făcând apel la bancherul israelit Rothschild), și apoi deputat și senator. La începutul anului 1882, el a fost numit ministru de finanțe în guvernul liberal Ion C. Brătianu.

 
El a avut trei copii cu prima lui soție, Mariana Mălinescu, și un fiu cu a doua soție,  Clara Negură. Ambii fii, Caton (1860-1913) și Jean (1863-1898) au intrat în politică. 